# Cochrane (Alberta)
Pour les articles homonymes, voir Cochrane.
Cochrane est une ville (town) du Comté de Rocky View, située dans la province canadienne d'Alberta.

## Démographie
En tant que localité désignée dans le recensement de 2011, Cochrane a une population de 17 580 habitants dans 6 523 de ses 6 824 logements, soit une variation de 27,8 % avec la population de 2006. Avec une superficie de 30,026 9 km2, la ville possède une densité de population de 585,475 0 hab/km2 en 2011.
Concernant le recensement de 2006, Cochrane abritait 13 760 habitants dans 4837 de ses 4969 logements. Avec une superficie de 30,026 7 km2, la ville possédait une densité de population de 458,3 hab/km2 en 2006.
| 2001   | 2006   | 2011   | 2016   |
| ------ | ------ | ------ | ------ |
| 12 041 | 13 760 | 17 580 | 25 853 |